# Chinezen in Réunion
Chinese Réunionezen zijn bewoners van het Franse eiland Réunion van Chinese afkomst. In 1999 waren er 25.000 Chinese migranten op het eiland. Vier jaar later bleef het aantal ongeveer hetzelfde en deze bevolkingsgroep is te onderscheiden in Hakkanezen en Kantonezen. De Kantonezen migreerden in 1880 als eerste Chinezen naar het eiland. Zij kwamen vooral uit Shunde, Nanhai, Guangzhou en Shajiao. Ze woonden vooral in het noorden van het eiland. Onderling wordt door de bevolkingsgroep Hakka, Kantonees of Standaardmandarijn gesproken.
Hoewel de meeste Chinese Réunionezen Frans staatsburgerschap hebben, zijn zij anders dan de Chinezen in Frankrijk, omdat de meeste Chinese Réunionezen niet rechtstreeks vanuit China migreerden, maar vanuit andere Franse kolonies of Maleisië. Rond 1880 migreerden veel Hakkasprekende Chinezen uit Mauritius naar het eiland. In de jaren tachtig van de 20e eeuw zijn veel vrouwen vanuit de Chinese provincie Guangdong gemigreerd naar het eiland. Dit waren importbruiden voor Chinese Réunionezen.
De meeste Chinese Réunionezen hebben maar een beperkte band met China door de sterke culturele assimilatie met de lokale cultuur. Ook weten ze weinig af van het huidige China.

## Onderwijs
Voor het uitbreken van de Tweede Wereldoorlog waren er ongeveer tien Chinese scholen voor de kinderen van Chinese migranten. Na 1945 voerde Frankrijk een beleid in om het volgen van onderwijs op Chinese scholen te ontmoedigen. Ze vonden het slecht dat de kinderen alleen Creools en Chinees leerden. Het Standaardfrans beheersten ze slecht. De Franse overheid sponsorde Chinees-Franse scholen op het eiland. Hierop sloten veel Chinese scholen de deuren
De eerste Chinese school in Réunion werd in 1927 in Saint-Denis gesticht. Drie jaar later sloot de school haar deuren, omdat de enige docent terug naar Republiek China ging.
Mensen die op Chinese scholen onderwijs volgden gingen na hun school meestal kleine winkels starten. Door economische voorspoed in de jaren zeventig konden veel Chinese Réunionezen hun onderneming vergroten. Hun kinderen konden dan door de rijkdom in Frankrijk hoger onderwijs volgen.

## Religie
De meerderheid van de Réunionse bevolking is katholiek, maar bij de Chinese Réunionezen zijn Chinees boeddhisme, voorouderverering en Chinese volksreligie de belangrijkste religies. Op het eiland zijn meerdere Chinese tempels te vinden. Er is onder andere een tempel gewijd aan de welvaartsgod Guandi. Jaarlijks wordt de verjaardag van Guandi groots gevierd met banketten door zowel de religieuze, als de seculiere Chinese Réunionezen.